# Agustín Zaragoza
Agustín Zaragoza Reyna (ur. 18 sierpnia 1941 w San Luis Potosí) – meksykański bokser, medalista olimpijski z 1968.

## Kariera bokserska
Zdobył brązowy medal w wadze lekkośredniej (do 71 kg) na igrzyskach panamerykańskich w 1967 w Winnipeg po porażce w półfinale z późniejszym triumfatorem Rolando Garbeyem z Kuby.
Na igrzyskach olimpijskich w 1968 w Meksyku wystąpił w wadze średniej  (do 75 kg). Po wygraniu dwóch walk przegrał w półfinale z  Aleksiejem Kisielowem z ZSRR, zdobywając brązowy medal.
Kolejny brązowy medal wywalczył w wadze średniej na igrzyskach panamerykańskich w 1971 w Cali, gdzie został pokonany w półfinale przez Jerry’ego Otisa ze Stanów Zjednoczonych.
Zakończył karierę amatorską po tym, jak nie został wybrany do reprezentacji Meksyku na igrzyska olimpijskie w 1972 w Monachium. Nie został bokserem zawodowym.
Był sędzią bokserskim m.in. na igrzyskach olimpijskich w 1988 w Seulu.

## Rodzina
Jego ojciec, również Agustín Zaragoza był zawodowym bokserem, walczącym pod pseudonimem Zurita II (jako skojarzenie z Juanem Zuritą). W ciągu trzynastoletniej kariery stoczył blisko 500 walk. Miał 12 dzieci. Młodszy brat Agustína Daniel Zaragoza startował na igrzyskach olimpijskich w 1980 w Moskwie, a potem był czterokrotnym zawodowym mistrzem świata w kategoriach koguciej i junior piórkowej.